# Leiochrides africanus
Leiochrides africanus är en ringmaskart som beskrevs av Augener 1918. Leiochrides africanus ingår i släktet Leiochrides och familjen Capitellidae. Inga underarter finns listade i Catalogue of Life.